# NGC 1490
NGC 1490 é uma galáxia elíptica (E1) localizada na direcção da constelação de Reticulum. Possui uma declinação de -66° 01' 05" e uma ascensão recta de 3 horas, 53 minutos e 34,1 segundos.
A galáxia NGC 1490 foi descoberta em 2 de Novembro de 1834 por John Herschel.